# Moranbong Sportegyesület
A Moranbong Sportegyesület (hangul: 모란봉체육단, Moranbong cshejuktan, handzsa: 牡丹峰體育團, RR: Moranbong cheyuktan) Észak-Korea egyik legsikeresebb sportegyesülete. 1997 áprilisában alapították, székhelye Phenjan, honpályája a Kim Ir Szen Stadion.